# Восстание Сулимы
Восстание Сулимы 1635 года — восстание запорожских казаков под предводительством гетмана Ивана Сулимы против Речи Посполитой.

## Причины
В 1635 году польский Сейм издал новое распоряжение, ограничивающее свободу казаков и понижающее численность реестра. Также поляки приняли решение построить крепость Кодак, благодаря которой можно было бы осуществлять контроль над сообщением между украинскими землями и Запорожьем.

## Ход восстания
В ночь с 3 на 4 августа 1635 года, возвращаясь из похода к Чёрному морю Иван Сулима с нереестровыми казаками напал на строящуюся крепость Кодак, истребив её застанный врасплох гарнизон во главе с французским комендантом Жаном Марионом. Крепость была разрушена.
В ответ польское правительство направило на Украину карательную экспедицию во главе со Станиславом Конецпольским, которая состояла из поляков и реестровцев. В ходе военных действий Сулима с пятью наиболее близкими соратниками был схвачен изменниками среди казацкой старшины и выдан полякам. Сулима был привезён в Варшаву, где 12 декабря был посажен на кол, по некоторым данным четвертован.